# Pengquan
Pengquan (kinesiska: 鹏泉, 鹏泉街道) är en socken i Kina. Den ligger i provinsen Shandong, i den östra delen av landet, omkring 81 kilometer sydost om provinshuvudstaden Jinan. Antalet invånare är 87 112. Befolkningen består av 42 908 kvinnor och 44 204 män. Barn under 15 år utgör 15,0 %, vuxna 15-64 år 77 %, och äldre över 65 år 6,0 %.
Genomsnittlig årsnederbörd är 840 millimeter. Den regnigaste månaden är juli, med i genomsnitt 284 mm nederbörd, och den torraste är januari, med 7 mm nederbörd.